# حدوة الحصان الشجيرية
حدوة الحصان الشجيرية (باللاتينية: Hippocrepis fruticescens) نوع نباتي يتبع جنس حدوة الحصان من الفصيلة البقولية.

## الموئل والانتشار
ينتشر هذا النوع في جنوب شرق إسبانيا.